# Fiat Avventura
La Fiat Avventura è un'autovettura prodotta dalla casa automobilistica italiana FIAT dal 2014 al 2018; viene presentata in anteprima mondiale all'Auto Expo 2014 di Nuova Delhi ed è destinata al mercato indiano. Si tratta sostanzialmente della versione Crossover SUV della Grande Punto 310. La vettura anticipò un restyling della Grande Punto commercializzata in India ed entrò in produzione nel corso dell'agosto 2014.

## Il contesto
Le prime notizie di un'autovettura crossover su base Grande Punto per il mercato indiano iniziano a diffondersi nel gennaio 2014 quando vengono intravisti dei muletti effettuare alcuni test in Italia. Pochi mesi più tardi la Fiat ufficializza un suv urbano basato sulla Punto, la sua presentazione avviene al Salone dell'automobile di Nuova Delhi nel febbraio 2014 con un prototipo definitivo, insieme alla nuova generazione della Fiat Linea e alla 500 Abarth. La presentazione del nuovo modello segue l'obbiettivo di espansione nel mercato indiano da parte di Fiat (ora FCA) programmato nel piano triennale di qualche mese prima; questa manovra ha portato nel mercato emergente di riferimento l'inserimento anche della nuova generazione del Jeep Cherokee e il Jeep Wrangler.

## Estetica
La vettura si presenta con un aspetto fuoristradistico, con alcune soluzioni estetiche che ricordano quelle pensate per la Panda Cross, presentata anch'essa nel 2014, ma destinata al mercato europeo. Il corpo vettura è quello della Grande Punto ma tutta la parte inferiore viene rivestita da dei rinforzi rigidi in materiale plastico, bombati, in contrasto con la carrozzeria. Le differenze con il modello Grande Punto sono però sensibili se si tiene conto che in India la vettura non ha subito il restyling estetico della Punto Evo, né quello della Punto 2012. I fari posteriori quindi sono ora quelli della Punto Evo/2012, lo stesso vale per gli interni (condivisi con la nuova Fiat Linea 2014). 
Questi però presentano alcune modifiche: oltre ai materiali, che sono diversi, il quadro strumenti ha un disegno differente e la parte superiore della plancia contiene degli strumenti informativi aggiuntivi simili a quelli adottati dal Fiat Strada (2012) Locker. Il frontale è la parte che presenta maggiori differenze estetiche: i gruppi ottici anteriori sono completamente diversi: riprendono la parte affusolata interna della Punto, ma sono molto più filanti con un'evidente appendice che dona ulteriore slancio, meno pulito è il disegno interno del gruppo ottico che è caratterizzato da fasci di led che percorrono l'intero profilo della calotta e avvolgono il proiettore centrale molto sporgente. 
Il frontale mantiene la pulizia del modello Grande Punto ma è completamente orientato alla sportività, la mascherina è nera a nido d'ape mentre il paraurti viene appesantito da dettagli in contrasto e ricorda, sia per i fori d'aerazione, che per i doppi ganci che per i fendinebbia a led la Panda Cross europea. Il posteriore della vettura è caratterizzato da un porta ruota di scorta estraibile a scocca rigida, molto simile alla Fiat Idea Adventure brasiliana.
Meccanicalmente la Avventura conserva lo stesso telaio e sospensioni della Punto indiana ma l’assetto possiede una altezza da terra di 205 millimetri. La gamma motori è composta dal solo 1.3 Multijet 16V diesel da 93 cavalli mentre solo dal 2015 si aggiunge la motorizzazione benzina 1.4 T-Jet da 140 cavalli.

## Produzione
La produzione in serie del modello presso lo stabilimento di Chennai, Pune viene annunciata per l'agosto del 2014 in contemporanea al rinnovamento della Grande Punto per il mercato Indiano. La vettura si posiziona sul mercato come una concorrente delle crossover cittadine, ovvero quelle vetture stile crossover realizzate a partire da utilitarie (con trazione anteriore) come la Volkswagen Polo Cross e la Toyota Etios Cross che in India godono di un buon successo commerciale.

## Versione Abarth
Successivamente nel 2015 viene introdotta la versione elaborata dalla Abarth con motore 1.4 T-Jet 16 valvole turbo da 140 cavalli e 212 Nm di coppia massima, lo stesso motore equipaggia la Punto Abarth indiana. Le modifiche estetiche sono minime, sul portellone posteriore il modello viene identificato dalla targhetta identificativa “Powered by Abarth”. Meccanicalmente la vettura non presenta modifiche e conserva la mdesima altezza da terra di 205 millimetri delle Avventura normali..